# Spawn (comics)
Pour les articles homonymes, voir Spawn.
Spawn est un comics de fiction sur le personnage éponyme créé par Todd McFarlane. Il a été lancé par l'éditeur Image Comics en mai 1992 aux États-Unis. En France, il est publié par Semic puis par Delcourt dans la collection Contrebande. Une adaptation cinématographique a été réalisée en 1997, de même qu'une adaptation en dessin-animé par HBO la même année.

## Biographie fictive

### Origines
Al Simmons est né à Pittsburgh aux États-Unis. Il grandit et suit une éducation classique mais se démarque par son esprit compétitif et sa volonté de sortir vainqueur de chacun des challenges qui s'offrent à lui. Après avoir finalisé sa senior high school, Simmons s'oriente vers une école militaire. Son intégration est largement appréciée et Al se révèle être un combattant très performant. Au vu de ses compétences, il est directement enrôlé dans une unité spéciale de la CIA qui a pour but de protéger le président des États-Unis.
Maintes fois récompensé pour ses actes de bravoure successifs, il accède au grade de lieutenant-colonel après avoir reçu une balle destinée au président. Jason Wynn, directeur général du groupe d'élites des États-Unis, flaire en Simmons un élément indispensable et devient son mentor. Wynn s'avère être en réalité une personne cruelle dépourvue d'empathie et n'hésitant pas à engendrer d'immenses dommages collatéraux dans l’intérêt du succès de ses missions. Il manipule et maintient Al Simmons dans le mensonge en le rassurant constamment sur la gravité des dommages causés par les missions effectuées. Certaines d'entre elles avaient pour objectif d'engendrer des guerres civiles. Al devint de plus en plus sanguinaire et son manque d'humanité inquiéta son épouse Wanda Blake qu'il violenta après une dispute, provoquant la perte de l'enfant qu'elle portait. Au fur et à mesure des événements et par amour pour Wanda, Al commença à se questionner sur l’intérêt de ces missions secrètes et sa responsabilité sur tous les massacres. Il décida d'en référer à Jason Wynn qui ne pouvait tolérer que son poulain s'affranchisse. De plus, Wynn considérerait qu'Al avait en sa possession des éléments bien trop compromettants pour les laisser s'évader dans la nature.

### Nouvelle vie de HellSpawn
Al accepta d'effectuer une dernière mission au Botswana en compagnie de Jesse Chapel (futur membre des Youngblood à qui il accordait une confiance absolue) et Jessica Priest durant l'année 1987. Profitant d'un moment d’inattention, les deux agents immolèrent Al et le contemplèrent brûler vif. Jason Wynn était le commanditaire de cet assassinat.
Al Simmons échoue au 8e sous-sol de l'enfer. Il pactise avec Malebolgia, le maître suprême du 8e cercle (dernier niveau de l'enfer). Dans l'espoir de revenir à la vie et retrouver sa femme Wanda une dernière fois, il accepte de lui vendre son âme et d’endosser la responsabilité de mener les troupes de l'enfer à la victoire contre les forces célestes lors de l’Armageddon. Malebolgia le séquestre pendant 5 années en enfer et lui fait subir diverses humiliations et jeux sadiques dans le but d'aiguiser sa haine et satisfaire son goût pour la torture. Al est renvoyé sur Terre dans un quartier malfamé de New York surnommé Rat City, avec la mémoire meurtrie, sous la forme d'un HellSpawn.

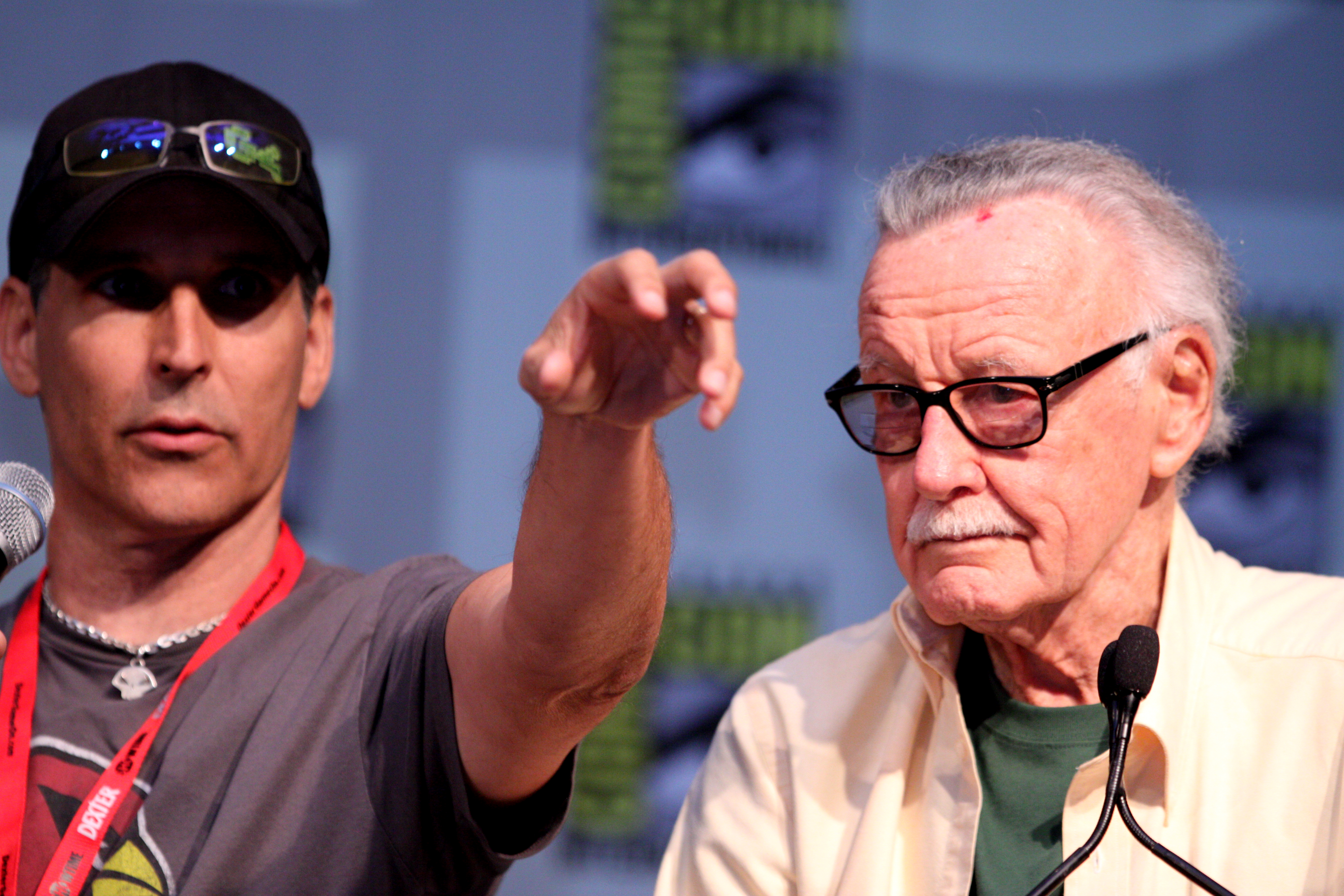
Todd McFarlane, créateur de Spawn (à gauche) et Stan Lee (à droite).

Spawn se rend compte qu'il a une apparence de cauchemar, sa peau est carbonisée. Il réalise qu'il ne pourra jamais renouer avec Wanda sous cet aspect. Il part tout de même en quête pour la retrouver. En arrivant dans son ancienne résidence, il s'aperçoit que Wanda semble avoir fait le deuil de sa disparition. Elle est désormais remariée à son meilleur ami Terry Fitzgerald, à qui il avait confié le soin de s'occuper d'elle avant son départ en mission. Wanda est la mère d'une fille, Cyan, née de son union avec Terry durant l'absence de Al. Violator, un natif de l'enfer, est envoyé par Malebolgia pour troubler davantage l'esprit confus et torturé de Simmons. Il a pour mission de conduire Spawn dans ses retranchements et de le pousser à tuer afin de multiplier les rangs de l'enfer. Violator décide de tuer par plaisir à l'aveuglette dans les rues de New York, désirant prouver à son maître sa supériorité face aux HellSpawn dont il a toujours été jaloux. Malebolgia le punit en le forçant à revêtir son apparence de clown définitivement et en lui retirant ses pouvoirs tandis que les détectives Sam Burke et Twich Williams décident d'enquêter sur les mystérieux meurtres des ruelles de Rat City.
Tony Twist, un mafieux local, est très peiné par la mort de ses mercenaires. Il décide d'envoyer Overkill, un cyborg (mi-humain mi-robot), faire un carnage à Rat City dans le but de découvrir l'identité des responsables de la mort de ses hommes de main. Al Simmons élimine OverKill et envoie un message de mise en garde à Tony Twist si ses mercenaires venaient à errer une nouvelle fois à proximité des ruelles. Cogliostro, un vieil homme vivant parmi les nécessiteux du quartier, vient à Spawn dans le but de le guider vers une délivrance. Étant lui-même un ancien HellSpawn durant le Moyen Âge, Cogliostro se limite à des explications floues afin que Simmons comprenne de lui-même le sens de ses actions.

### Affrontements dans Rat City
Pendant une brève période de latence, Simmons est attaqué par Curse, un évangéliste déjanté. Au même instant, Wanda arrive à Rat City pour remercier le sauveur providentiel de son mari. Cette première rencontre traumatisera la jeune femme, qui gardera une certaine défiance à l'égard de Spawn. Le Paradis décide d'envoyer l'ange guerrière Angela, qui est la combinaison d'âmes de femmes sacrifiées au cours des temps, dans le but d'éradiquer les HellSpawn envoyés par l'enfer. Lors de sa rencontre avec Al Simmons, ils furent transportés dans une poche dimensionnelle par laquelle la permission de tuer Spawn fut annulée. Malgré des affrontements répétés, Simmons témoignât en sa faveur lors d'un procès au paradis dans lequel elle fut accusée d'agressions injustifiées envers les HellSpawn. La cour demanda l'exécution immédiate de Simmons et il prit la fuite en compagnie d'Angela désormais accusée de trahison. Ils trouvent refuge dans un recoin de l'enfer et entament une liaison amoureuse avant de réussir à s'évader. Spawn ayant finalement recouvré la mémoire, identifie Chapel comme étant son assassin. Il part se venger. Spawn tend une embuscade à Chapel et le conduit vers une zone marécageuse, où chapel subit par Spawn des mutilations sur son visage (il lui dessine la forme d'un crâne auquel il retire l'ensemble de la peau). Par la suite, Chapel a continué à travailler avec Youngblood pendant un certain temps. Par curiosité, il chassait Spawn pour tenter de découvrir le secret de sa résurrection. Après avoir pris connaissance de l'Enfer et le processus des Hellspawn, il se tire lui-même une balle dans la tête. Il se réveilla et, au lieu de devenir un Hellspawn, il devint Seigneur Chapel, un cavalier de l'apocalypse au service de sa maîtresse Calcifer.
Tony Twist renvoie dans les rues de New York un Overkill entièrement reconstruit. Cet événement amènera Sam, Twitch et Terry à rencontrer pour la première fois Spawn, avant qu'il se proclame propriétaire de Rat City et en mettant en garde Wynn et Tony Twist. Simmons fournit à Sam Burke des preuves pouvant faire inculper son supérieur, le commissaire Banks. Par la suite, Spawn décide de sauver Terry Fitzgerald atteint d'une tumeur inopérable au cerveau. Il vide son pouvoir pour le guérir, ce qui a pour conséquence de l'envoyer en enfer. Il entame une remontée des enfers durant laquelle il trouve le moyen de conserver son pouvoir, tout en n'étant plus limité par son utilisation.

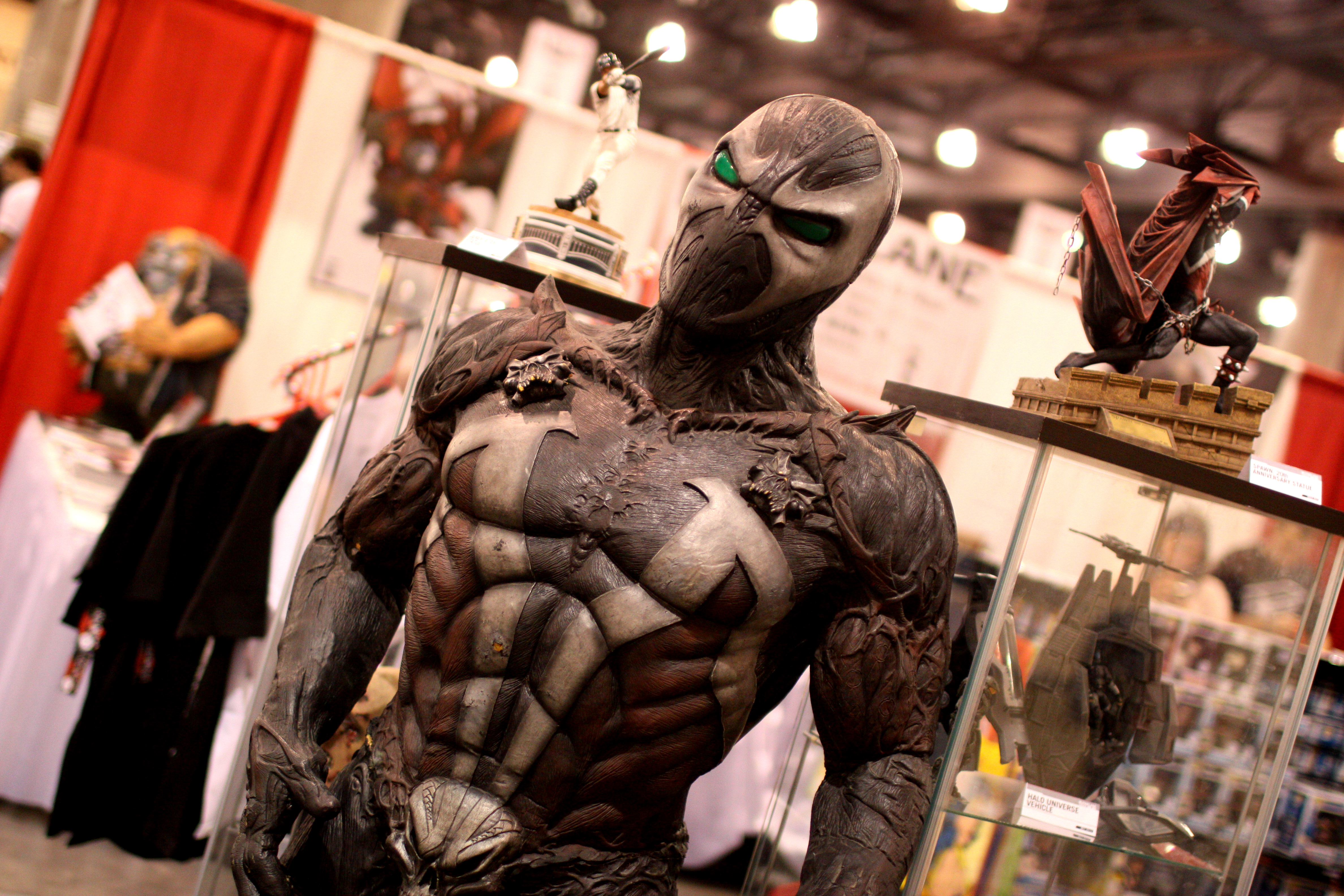
Statue de Spawn (film 1997).

De retour sur Terre en Alabama, Al revient à New York (secouru au passage par les jeunes Eddie et Andy, maltraités par leur père) au moment où le nouvel envoyé du Paradis sur Terre choisit un humain pour devenir le Rédempteur anciennement connu en tant qu'anti-Spawn. Le linceul dont est recouvert Simmons évolue au cours de l'affrontement et il rencontrera Dieu de manière inattendue (sous l'apparence d'une vieille femme). Il fit de nouveau face à Jason Wynn, s'étant récemment joint au Violator tandis que Sam et Twitch se retrouvent épiés par le corrompu commissaire Banks. Après avoir mis la main sur un conséquent stock d'armes, Simmons part libérer le Major Forsberg, qui a en sa possession des éléments compromettants sur les activités de Wynn. Rat City est bouleversé par l'arrivée de Cy-Gor, un gorille à intelligence humaine, venu éliminer Spawn. À la suite de l’enlèvement de Cyan par le Clown, la police se mobilise dans les ruelles afin de la retrouver. Wanda, toujours marqué par sa rencontre avec Al, est persuadée que Spawn est responsable. Après un combat, Simmons élimine le Violator et ramène la petite fille à ses parents. À la suite de la récupération de son visage d'origine et avoir menacé Wynn de mort en cas de représailles sur la famille Fitzgerald, Spawn doit de nouveau faire face à combat contre le Freak, revenu dans les ruelles pour en asseoir son autorité. Les 2 détectives Burke et Williams, se retrouvent désormais à travailler à leur compte après leur démission de la police à la suite du suicide du commissaire Banks (à la révélation de ses liens avec le tueur d'enfants Billy Kincaïd).
Une créature qui semble être la matérialisation de la force terrestre, naquit d'un tas d'ordure et d'un peu d'ectoplasme de Spawn et vint le dévorer, l’entraînant dans le "Monde Vert". La Terre elle-même, excédée de voir le Ciel et les Enfers s'affronter en son sein, a décidé de riposter tout en faisant de Spawn son guerrier. Simmons abandonne alors sa mission de "rabatteur d'âme", après s'être débarrassé une nouvelle fois de Billy Kincaïd, ressuscité par Malebolgia. Al finit par tirer un trait définitif sur son ancienne vie, n'ayant alors pour unique objectif que d'empêcher le Paradis et l'Enfer d'user des âmes humaines à leur guise.

### Les événements de l’Armageddon
Tandis que le Paradis et l'Enfer s'interrogent sur la disparition de Spawn, allant même à l'encontre de Cogliostro, celui-ci s'est exilé et parcourt le monde dans le but de rendre sa propre justice. Il tente de faire comprendre de manière claire à Mammon, un démon de haut rang, qu’il refuse désormais d'intervenir dans la guerre entre les deux camps. Les Enfers décident de provoquer l'Armageddon en réveillant le démon Urizen. Vaincu, Spawn est secouru par Angela et ensemble, ils partent trouver Cogliostro pour connaître le moyen de tuer la bête. Après un violent affrontement, ils parviennent tous deux à tuer Urizen. Ils prennent la décision de tuer Malebolgia en personne. Spawn élimina son ancien maître, mais Angela meurt au cours du combat. En guise de remerciement, les anges proposent à Al Simmons de rejoindre le Paradis, mais celui-ci refuse et décide de rester pour protéger la Terre.
En effet, la mort de Malebolgia provoque une lutte de pouvoir. Spawn refuse de succéder à Malebolgia et demeure obstiné à ne plus prendre part dans les guerres divines. Overkill ressuscite une fois de plus, cette fois-ci par un Jason Wynn désespéré. Choisissant de ne pas ôter la vie de son ancien employeur, Simmons utilise ses pouvoirs afin de le rendre fou et lui infliger une douleur éternelle. Ceci étant fait, Spawn doit faire face à une rébellion de vampires (Créatures à la solde du Paradis, et non de l'Enfer comme on aurait pu le penser), menés par un certain Simon Pure et bien décidés à purger le monde afin de préparer la venue du Royaume.
L'inspecteur Twitch Williams (lui et Sam ont réintégré la police durant le tour du monde de Spawn) perd son fils Max, étant implicitement impliqué, durant ce nouveau conflit. Twitch qui vit son deuil avec beaucoup de peine, se trouve au bord du suicide, Spawn ne lui accordera pas la mort. Au même moment, Mammon trouve une étrange boite, tandis que Cogliostro, sentant sa mort arriver, s'allie à Spawn pour l'aider à fonder un Paradis sur Terre. Leur projet fut stoppé par un combat contre un nouveau Rédempteur, qui a investi le corps d'Andy (le jeune garçon battu par son père qui avait secouru Spawn). À cet instant, Spawn est happé par le sol pour être emmené en Enfer ainsi que le Rédempteur. En plein conflit pour le trône du 8e Cercle, les Phlebiac (Race du Violator) et les damnés s'affrontent. Spawn, en tant que chef officieux du 8e Cercle, fit appel aux autres Hellspawn.
Sur Terre, Cogliostro, isolé dans le désert après la capture de Spawn, se suicide afin de le rejoindre en Enfer et met alors la main sur la mystérieuse boîte qu'avait récupéré Mammon. Il l'offre à Simmons, celui-ci s'en sert pour de créer son monde idyllique. Dupé par Cogliostro, Al est expulsé sur Terre sans ses pouvoirs. Cogliostro, qui se révèle en fait être Caïn, le premier pêcheur, devient le nouveau maître du 8e cercle et ainsi succède à Malebolgia. Déboussolé et redevenu Al Simmons, il erre dans New York en quête de ses souvenirs, suivi par son costume cette fois-ci sous la forme d'une ombre cherchant à fusionner avec Simmons. Durant sa recherche, il fait la connaissance de Nyx, une jeune sorcière qui essaiera de l'aider à faire cohabiter son costume, d'essence démoniaque, et son humanité. Al cherchera à se racheter de ses fautes passées. Il part au secours du Major Forsberg, il ne parviendra qu'à abréger ses souffrances en lui ôtant la vie. Puis, il partira avec Twitch à la recherche de son fils disparu. Jason Wynn fait son retour, mais vit désormais avec le Clown Violator enfermé dans son esprit, qui œuvre pour pousser Wynn dans le crime. À moitié fou, Wynn se jette d'un immeuble. Lorsqu'il se relève, le Clown dirige intégralement le corps de Jason. Jouissant de nouveau d'une enveloppe charnelle, le Violator n'a plus que sa vengeance envers Spawn en tête.

## Principaux personnages
- Al Simmons, alias Spawn[1] ;
- Angela[2] ;
- Antonio Twistelli[3] ;
- Belazikkal, alias Boots[4] ;
- Caïn alias Comte Cogliostro[5] ;
- Carie Anne alias Nyx[6] ;
- Chef Louis Banks[7] ;
- Cy-Gor[8] ;
- Cyan Fitzgerald[9] ;
- Eddie et Andy Frank[10] ;
- Jason Wynn[1] ;
- M. Kulbiczi, alias Le Streum[11] ;
- Malebolgia[12] ;
- Mary Blake, dite Mamie Blake[13] ;
- Mammon[14] ;
- Philip Krahn, alias Curse[15] ;
- Richard Massullo, alias Tremor[16] ;
- Sam Burke[1] ;
- Terry Fitzgerald [9] ;
- Twitch Williams[1] ;
- Violator, alias Clown [17] ;
- Wanda Blake[9] ;
- William Kincaid, dit Billy Kincaid[18].

## Publication

### Aux États-Unis
| L'univers de Spawn est développé dans plusieurs séries : - Spawn (1992-…) ; - Curse of the Spawn (1996-1999) ; - Cy-Gor (1999) ; - Sam and Twitch (1999-2004) ; - Spawn: The Dark Ages (1999-2001) ; - Spawn: The Undead (1999-2000) ; - HellSpawn (2000-2003) ; - Casefiles: Sam & Twitch (2003-2006) ; - Spawn: Godslayer (2007-2008). Dans plusieurs mini-séries : - Violator (1994) ; - Angela (1994-1995) ; - Spawn: Bloodfeud (1995) ; - Shadows of Spawn (2005-2006) ; - Adventures of Spawn (2007-2008) ; - Sam and Twitch: The Writer (2010). | Dans plusieurs one shots : - Spawn: Blood and Salvation (1999) ; - Spawn: Blood and Shadows (1999) ; - Spawn: Simony (2004) ; - Image Comics (2005) ; - Spawn: Godslayer (2006) ; - Spawn: Architects of Fear (2009). Dans plusieurs crossover : - Spawn / Batman (1994) ; - Batman / Spawn: War Devil (1994) ; - Violator / Badrock (1995) ; - Operation: Knightstrike (1995) ; - Spawn / WildCATS (1996) ; - Medieval Spawn / Witchblade (1996) ; - Shattered Image (1996) ; - Angela / Glory (1996) ; - Aria / Angela (1999-2000) ; - Image United (2009). |

#### Séries annexes

##### Curse of the Spawn
Curse of the Spawn est une série de comics, dérivée de la série Spawn et mettant en scène des personnages secondaires de la série. Elle est publiée aux États-Unis par Image Comics de 1996 à 1999 et traduite en France par Semic dans la revue Spawn Hors Série.
L'histoire se concentre sur des personnages secondaires de l'univers de Spawn comme Daniel Llanso, le HellSpawn d'un futur post-apocalyptique.

##### Hellspawn
HellSpawn est une série de comics, dérivée de la série Spawn et mettant en scène le personnage de Spawn créé par Todd McFarlane. Elle est publiée aux États-Unis par Image Comics de 2000 à 2003 et traduite en France par Semic dans la collection « Semic Books ».
Les auteurs Brian Michael Bendis, Steve Niles et les illustrateurs Ben Templesmith et Ashley Wood redéfinissent le mythe du Hellspawn dans une nouvelle vision horrifique de l'univers de Spawn.

##### Spawn Godslayer
Spawn Godslayer est une série de comics, dérivée de la série Spawn et mettant en scène le personnage du Spawn Tueur de Dieux. Elle est publiée aux États-Unis par Image Comics de 2007 à 2008 et traduite en France par Delcourt dans la revue Les Chroniques de Spawn.
Spawn Godslayer est une histoire de royaumes déchus, d'anciennes malédictions et d'amours impossibles...
Sur une planète qui n'est pas la Terre, les anciens Dieux sont en train de disparaitre, abattus un après un par la lame noire d'un mystérieux maraudeur surnaturel. Sous la protection de la déesse Llyra, le royaume insulaire d'Endra-La a évité la ruine subie par les royaumes de moindre importance. Mais, à la veille d'un mariage royal, des voiles noires sont repérés à l'horizon. Les alarmes se font entendre : Le Tueur de Dieux est venu pour les détruire!

### En France

#### Revues

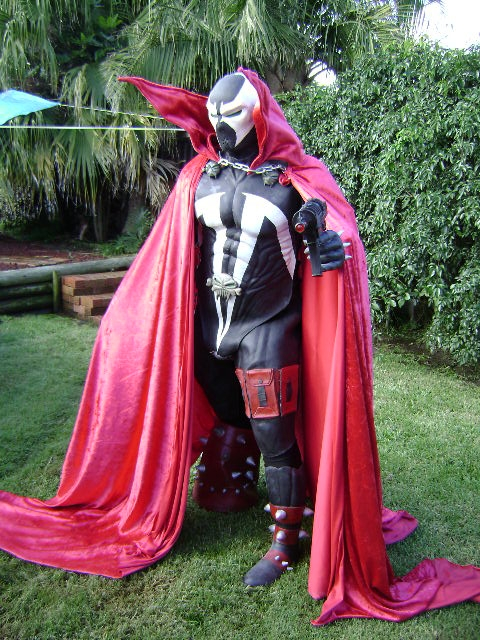
Cosplay de Spawn.

Les comics Spawn ont été publiés dans la revue Spawn de Semic de mai 1995 à novembre 2004 puis dans la revue Les Chroniques de Spawn de Delcourt de juillet 2005 à juin 2011.
- Les 79 numéros du magazine Spawn adaptent les comics Spawn #1-138, The Savage Dragon #30, Sam and Twitch #1-13 et 15, Batman/Spawn: War Devil et Spawn: Simony. 5 numéros de Planète Comics adaptent les comics Medieval Spawn/Witchblade, Violator, Angela, Spawn: Bloodfeud et Creech: Le sauveur. 20 numéros de Spawn Hors Série adaptent les comics Spawn/Batman, Curse of the Spawn #1-29, Spawn: The Undead #1-9 et Spawn: The Dark Ages 7-28. 2 numéros de Collection Image adaptent le comic Spawn: The Dark Ages #1-6.
- Les 36 numéros et le hors-série du magazine Les Chroniques de Spawn adaptent les comics Spawn #139-204, Casefiles: Sam & Twitch #1-5, Image Comics, Cy-Gor #1-5, Image Holiday Special, Spawn: Godslayer #0-8, HellSpawn #13-16, Adventures of Spawn #1-2, Image United Preview #0-2, Sam & Twitch: The Writer #1-4 et Haunt #1-7.

#### Albums

##### Bethy
Dans la collection « Comics culture », Bethy a publié des albums cartonnés sous jaquette en réutilisant la traduction des éditions Semic.
- Spawn 1 - Questions (Spawn US #1-5), janvier 1998, Comics culture, Bethy, Semic Editions  (ISBN 9782912320094) ;
- Spawn 2 - Vengeance (Spawn US #6-11), janvier 1998, Comics culture, Bethy, Semic Editions  (ISBN 9782912320148) ;
- Spawn 3 - Révélation (Spawn US #12-15), novembre 1998, Comics culture, Bethy, Semic Editions  (ISBN 9782912320247) ;
- Spawn 4 - Surenchère (Spawn US #16-20), juillet 1999, Comics culture, Bethy, Semic Editions  (ISBN 9782912320421).

##### Semic
- Spawn - De ténèbres et de sang (Spawn: Blood and Salvation & Spawn: Blood and Shadows), novembre 2000, Privilège, Semic Editions  (ISBN 9782914082297) ;
- HellSpawn 1 (HellSpawn US #1-4), mars 2002, Semic Books, Semic Editions  (ISBN 9782914082624) ;
- HellSpawn 2 (HellSpawn US #5-8), avril 2003, Semic Books, Semic Editions  (ISBN 9782848570129) ;
- Spawn Undead 1 (Spawn The Undead US #1-4), octobre 2003, Semic Books, Semic Editions  (ISBN 978-2848570365) ;
- Spawn - Simonie (Spawn: Simony), janvier 2004, Semic Album, Semic Editions  (ISBN 9782848570471) ;
- Spawn Undead 2 (Spawn The Undead US #5-9), mars 2004, Semic Books, Semic Editions  (ISBN 9782848570600) ;
- HellSpawn 3 (HellSpawn US #9-12), avril 2004, Semic Books, Semic Editions  (ISBN 9782848570617).

##### Delcourt
Série Spawn :
1. Résurrection (Spawn #1-8 & #11-13), 17 mai 2006, Contrebande, Delcourt  (ISBN 978-2-7560-0297-2) ; Edition Spécial 30ème anniversaire (Spawn #1-15 +Director's Cut du #1), 11 mai 2022, Delcourt  (ISBN 978-2413046707) ; Résurrection réédition 2024 (Spawn #1-13 ), 23 octobre 2024, Contrebande, Delcourt (ISBN 978-2-7560-0297-6) édité erroné ;
2. Malédiction (Spawn #14-25), 7 mars 2007, Contrebande, Delcourt  (ISBN 978-2-7560-0676-5) ;
3. Réflexion (Spawn #26-32 et Spawn: Bloodfeud #1-4), 12 septembre 2007, Contrebande, Delcourt  (ISBN 978-2-7560-1080-9) ;
4. Damnation (Spawn #33-43), 20 février 2008, Contrebande, Delcourt  (ISBN 978-2-7560-1282-7) ;
5. Rédemption (Spawn #44-54 et Savage Dragon #30), 20 août 2008, Contrebande, Delcourt  (ISBN 978-2-7560-1430-2) ;
6. Évolution (Spawn #55-64), 4 février 2009, Contrebande, Delcourt  (ISBN 978-2-7560-1598-9) ;
7. Crucifixion (Spawn #65-76), 23 septembre 2009, Contrebande, Delcourt  (ISBN 978-2-7560-1773-0) ;
8. Confessions (Spawn #77-88), 23 juin 2010, Contrebande, Delcourt  (ISBN 978-2-7560-2049-5) ;
9. Confrontation (Spawn #89-100), 19 janvier 2011, Contrebande, Delcourt  (ISBN 978-2-7560-2355-7) ;
10. Ascension (Spawn #101-113), 15 février 2012, Contrebande, Delcourt  (ISBN 978-2-7560-2678-7) ;
11. Questions (Spawn #114-124), 6 mars 2013, Contrebande, Delcourt  (ISBN 978-2-7560-3348-8) ;
12. Fascination (Spawn #125-134 & Spawn in Image Free Comic Book Day 2004), 19 mars 2014, Contrebande, Delcourt  (ISBN 978-2-7560-3349-5) ;
13. Abomination (Spawn #135-146), 20 mai 2015, Contrebande, Delcourt  (ISBN 978-2-7560-6661-5) ;
14. Annihilation (Spawn #147-156), 13 avril 2016, Contrebande, Delcourt  (ISBN 978-2-7560-7940-0) ;
15. Armageddon (Spawn #157-165 & #174-175 & 179), 19 avril 2017, Contrebande, Delcourt  (ISBN 978-2-7560-9329-1) ;
16. Révélations (Spawn #166-173 & #176-178), 30 mai 2018, Contrebande, Delcourt  (ISBN 978-2-413-00383-0) ;
17. Transformations (Spawn #180-190), 29 mai 2019, Contrebande, Delcourt  (ISBN 978-2-413-01548-2) ;
18. Résolution (Spawn #191-200), 1er juillet 2020, Contrebande, Delcourt  (ISBN 978-2413015505) ;
19. Destruction (Spawn #201-212), 19 mai 2021, Contrebande, Delcourt  (ISBN 978-2413028192);
20. Tentation (Spawn #213-224), 2 mars 2022, Contrebande, Delcourt  (ISBN 978-2413028222);
21. Prémonition (Spawn #225-236), 2 novembre 2022, Contrebande, Delcourt  (ISBN 978-2413028215);
22. Destination (Spawn #237-250), 22 février 2023, Contrebande, Delcourt  (ISBN 978-2413028222).

Série Spawn - Hors-série :
1. De sang et d’ombres (Spawn: Blood and Salvation & Spawn: Blood and Shadows), 14 septembre 2005, Contrebande, Delcourt  (ISBN 978-2-84789-881-1) ;
2. Spawn - WildCATS (Spawn / WildCATS #1-4), 7 juillet 2010, Contrebande, Delcourt  (ISBN 978-2-7560-2105-8) ;
3. Les Architectes de la peur (Spawn: Architects of Fear), 2 novembre 2011, Contrebande, Delcourt  (ISBN 978-2-7560-1862-1) ;
4. Violator (Violator #1-3 & Spawn #10), 4 septembre 2013, Contrebande, Delcourt  (ISBN 978-2-7560-3963-3) ;
5. HellSpawn (HellSpawn #1-12), 25 janvier 2017, Contrebande, Delcourt  (ISBN 978-2-7560-8681-1) ;
6. Spawn Dark Ages - Volume 1/2 (#1-14), 20 septembre 2017, Contrebande, Delcourt  (ISBN 978-2-7560-9330-7) ;
7. Spawn Dark Ages - Volume 2/2 (#15-28), 16 août 2018, Contrebande, Delcourt  (ISBN 978-2-413-00045-7);
8. Medieval Spawn / Witchblade - Volume 1 , 25 septembre 2019, Contrebande, Delcourt  (ISBN 978-2-413-01972-5);
9. Spawn Godslayer - Intégrale (#1-8), 6 juillet 2022, Contrebande, Delcourt  (ISBN 978-2-413-04661-5);
10. Spawn - La malédiction de Spawn - Volume 1/3 (Curse of the Spawn #1-11), 23 août 2023, Contrebande, Delcourt  (ISBN 978-2-413-07701-5);
11. Spawn - La malédiction de Spawn - Volume 2/3 (Curse of the Spawn#12-19 & Violator #1-3 ), (à paraître), Contrebande, Delcourt  (ISBN 978-2-413-07702-2);
12. Spawn - La malédiction de Spawn - Volume 3/3 (Curse of the Spawn#20-29), (à paraître), Contrebande, Delcourt, (ISBN à venir);
13. Batman / Spawn 1994 (1994 Batman/Batman #1 & Batman/Spawn: War Devil #1), 10 novembre 2023, DC Deluxe, Urban Comics  (ISBN 979-1-026-82832-7);
14. Batman / Spawn (2022 Batman/Spawn #1 + Batman/Spawn Unplugged #1), 10 novembre 2023, DC Deluxe, Urban Comics  (ISBN 979-1-026-82607-1).

Série Spawn - La Saga infernale :
1. Liens de sang (Spawn #201-206), 4 janvier 2012, Contrebande, Delcourt  (ISBN 978-2-7560-2862-0) ;
2. Abus de confiance (Spawn #207-212), 20 juin 2012, Contrebande, Delcourt  (ISBN 978-2-7560-2895-8) ;
3. La Fureur du roi (Spawn #213-218), 3 janvier 2013, Contrebande, Delcourt  (ISBN 978-2-7560-3762-2) ;
4. Jeux de dupes (Spawn #219-224), 3 juillet 2013, Contrebande, Delcourt  (ISBN 978-2-7560-3961-9) ;
5. Le Projet Ragnorok (Spawn #225-230), 8 janvier 2014, Contrebande, Delcourt  (ISBN 978-2-7560-3962-6) ;
6. Le Sauveur (Spawn #231-236), 2 juillet 2014, Contrebande, Delcourt  (ISBN 978-2-7560-5315-8) ;
7. Le Retour de Cog (Spawn #237-242), 7 janvier 2015, Contrebande, Delcourt  (ISBN 978-2-7560-6635-6) ;
8. Crépuscule (Spawn #243-250), 18 novembre 2015, Contrebande, Delcourt  (ISBN 978-2-7560-6990-6).

Série Spawn - Renaissance :
1. Renaissance (Spawn Resurrection et Spawn #251-257), 2 mars 2016, Contrebande, Delcourt  (ISBN 978-2-7560-7706-2) ;
2. Renaissance (Spawn #258-262), 26 octobre 2016, Contrebande, Delcourt  (ISBN 978-2-7560-8077-2) ;
3. Renaissance (Spawn #263-266 & Savage Dragon #216-217), 24 mai 2017, Contrebande, Delcourt  (ISBN 978-2-7560-9331-4) ;
4. Renaissance (Spawn #267-275), 3 janvier 2018, Contrebande, Delcourt  (ISBN 978-2-7560-9332-1) ;
5. Renaissance (Spawn #276-282), 27 février 2019, Contrebande, Delcourt  (ISBN 978-2-413-00723-4) ;
6. Renaissance (Spawn #283-288), 19 février 2020, Contrebande, Delcourt  (ISBN 978-2-413-02499-6) ;
7. Renaissance (Spawn #289-294), 19 août 2020, Contrebande, Delcourt  (ISBN 978-2413037316) ;
8. Renaissance (Spawn #295-300), 7 mai 2021, Contrebande, Delcourt  (ISBN 978-2413037934) ;
9. Renaissance (Spawn #301-306), 12 janvier 2022, Contrebande, Delcourt  (ISBN 978-2413045229) ;
10. Renaissance (Spawn #307-312), 20 avril 2022, Contrebande, Delcourt  (ISBN 978-2413046400) ;
11. Renaissance (Spawn #313-318), 7 septembre 2022, Contrebande, Delcourt  (ISBN 978-2413046622) ;
12. Renaissance (Spawn #319-324), 8 mars 2023, Contrebande, Delcourt  (ISBN 978-2413077343) ;
13. Renaissance (Spawn #325-330), 20 septembre 2023, Contrebande, Delcourt  (ISBN 978-2413077350) ;
14. Renaissance (Spawn #331-337), 24 avril 2024, Contrebande, Delcourt  (ISBN 978-2413082620) ;
15. Renaissance (Spawn #338-344), 15 janvier 2025, Contrebande, Delcourt  (ISBN 978-2413084730) ;
16. Renaissance (Spawn #345-350), 9 avril 2025, Contrebande, Delcourt  (ISBN 978-2413088905) .

Série King Spawn :
1. King Spawn (King Spawn #1-6), 21 septembre 2022, Contrebande, Delcourt  (ISBN 978-2413049555) ;
2. King Spawn (King Spawn #7-12), 12 avril 2022, Contrebande, Delcourt  (ISBN 978-2413077367) ;
3. King Spawn (King Spawn #13-18 ), 18 octobre 2023, Contrebande, Delcourt  (ISBN 978-2413077374) ;
4. King Spawn (King Spawn #19-24 ), 5 juin 2024, Contrebande, Delcourt  (ISBN 978-2413077763) ;
5. King Spawn (King Spawn #25-30 ), 19 février 2024, Contrebande, Delcourt  (ISBN 978-2413084747) ;

Série Gunslinger Spawn :
1. Gunslinger Spawn (Gunslinger Spawn #1-6), 16 novembre 2022, Contrebande, Delcourt  (ISBN 978-2413049548) ;
2. Gunslinger Spawn (Gunslinger Spawn #7-12), 17 mai 2023, Contrebande, Delcourt  (ISBN 978-2413077275) ;
3. Gunslinger Spawn (Gunslinger Spawn #13-18), 8 novembre 2023, Contrebande, Delcourt  (ISBN 978-2413077282) ;
4. Gunslinger Spawn (Gunslinger Spawn #19-24), 7 aout 2024, Contrebande, Delcourt  (ISBN 978-2413084228) ;

Série Spawn - Scorched, L'Escouade Infernale :
1. Spawn - Scorched, L'Escouade Infernale (The Scorched #1-6), 4 janvier 2023, Contrebande, Delcourt  (ISBN 978-2413075363) ;
2. Spawn - Scorched, L'Escouade Infernale (The Scorched #7-12), 21 juin 2023, Contrebande, Delcourt  (ISBN 978-2413077329) ;
3. Spawn - Scorched, L'Escouade Infernale (The Scorched #13-18), 6 décembre 2023, Contrebande, Delcourt  (ISBN 978-2413077336) ;
4. Spawn - Scorched, L'Escouade Infernale (The Scorched #19-24), 30 octobre 2024, Contrebande, Delcourt  (ISBN 978-2413084723) ;

D'autres albums hors-séries et de nouvelles séries sont en projet,.

##### Parutions par années
Les chiffres représentent non pas le nombre d'albums mais l'équivalent en nombre de comics.
| 2005 | 19 comics | (Spawn et Sam & Twitch)        |
| 2006 | 29 comics | (Spawn)                        |
| 2007 | 50 comics | (Spawn et Sam & Twitch)        |
| 2008 | 42 comics | (Spawn)                        |
| 2009 | 40 comics | (Spawn)                        |
| 2010 | 35 comics | (Spawn)                        |
| 2011 | 51 comics | (Spawn, Sam & Twitch et Haunt) |
| 2012 | 39 comics | (Spawn, Sam & Twitch et Haunt) |
| 2013 | 44 comics | (Spawn, Sam & Twitch et Haunt) |
| 2014 | 30 comics | (Spawn et Sam & Twitch)        |
| 2015 | 26 comics | (Spawn)                        |
| 2016 | 23 comics | (Spawn)                        |

## Ordre de lecture
En ce qui concerne les albums Delcourt, l'ordre de lecture est le suivant :
| Série                        | N° | Tome                        | Matériel d'origine                                             |
| ---------------------------- | -- | --------------------------- | -------------------------------------------------------------- |
| Spawn                        | 01 | Résurrection                | Spawn #1-13                                                    |
| Spawn - Hors-série           | 04 | Violator                    | Violator #1-3 et Spawn #10                                     |
| Spawn                        | 02 | Malédiction                 | Spawn #14-25                                                   |
| Spawn                        | 03 | Réflexion                   | Spawn #26-32 et Spawn: Bloodfeud #1-4                          |
| Spawn                        | 04 | Damnation                   | Spawn #33-43                                                   |
| Spawn - Hors-série           | 02 | Spawn - WildCATS            | Spawn / WildCATS #1-4                                          |
| Spawn                        | 05 | Rédemption                  | Spawn #44-54 et Savage Dragon #30                              |
| Spawn                        | 06 | Évolution                   | Spawn #55-64                                                   |
| Spawn                        | 07 | Crucifixion                 | Spawn #65-76                                                   |
| Spawn                        | 08 | Confessions                 | Spawn #77-88                                                   |
| Spawn - Hors-série           | 01 | De sang et d’ombres         | Spawn: Blood and Salvation et Spawn: Blood and Shadows         |
| Sam & Twitch                 | 01 | Udaku                       | Sam & Twitch #1-8                                              |
| Spawn                        | 09 | Confrontation               | Spawn #89-100                                                  |
| Sam & Twitch                 | 02 | Les Sorcières et l'écrivain | Sam & Twitch #10-13 et Sam & Twitch: The Writer #1-4           |
| Sam & Twitch                 | 03 | Chasseurs de primes         | Sam & Twitch #09 et 14-19                                      |
| Spawn                        | 10 | Ascension                   | Spawn #101-113                                                 |
| Sam & Twitch                 | 04 | L'Affaire John Doe          | Sam & Twitch #20-26                                            |
| Spawn                        | 11 | Questions                   | Spawn #114-124                                                 |
| Spawn                        | 12 | Fascination                 | Spawn #125-134 et Spawn in Image Free Comic Book Day 2004      |
| Spawn - Hors-série           | 03 | Les Architectes de la peur  | Spawn: Architects of Fear                                      |
| Les Enquêtes de Sam & Twitch | 01 | Squelettes                  | Casefiles: Sam & Twitch #7-13                                  |
| Spawn                        | 13 | Abomination                 | Spawn #135-146                                                 |
| Les Enquêtes de Sam & Twitch | 02 | Tel père, telle fille       | Casefiles: Sam & Twitch #20-25                                 |
| Spawn                        | 14 | Annihilation                | Spawn #147-156                                                 |
| Spawn                        | 15 | Armageddon                  | Spawn #157-165 et #174-175 & 179                               |
| Spawn                        | 16 | Révélations                 | Spawn #166-173 & #176-178                                      |
| Spawn                        | 17 | Transformations             | Spawn #180-190                                                 |
| Spawn                        | 18 | Résolution                  | Spawn #191-200                                                 |
| Spawn                        | 19 | Destruction                 | Spawn #201-212 (La Saga infernale 1 et 2 réédité en intégrale) |
| Spawn                        | 20 | Tentation                   | Spawn #213-224 (La Saga infernale 3 et 4 réédité en intégrale) |
| Spawn                        | 21 | Prémonition                 | Spawn #225-236 (La Saga infernale 5 et 6 réédité en intégrale) |
| Spawn                        | 22 | Destination                 | Spawn #237-250 (La Saga infernale 7 et 8 réédité en intégrale) |
| Spawn - La Saga infernale    | 01 | Liens de sang               | Spawn #201-206                                                 |
| Spawn - La Saga infernale    | 02 | Abus de confiance           | Spawn #207-212                                                 |
| Spawn - La Saga infernale    | 03 | La Fureur du roi            | Spawn #213-218                                                 |
| Spawn - La Saga infernale    | 04 | Jeux de dupes               | Spawn #219-224                                                 |
| Spawn - La Saga infernale    | 05 | Le Projet Ragnorok          | Spawn #225-230                                                 |
| Spawn - La Saga infernale    | 06 | Le Sauveur                  | Spawn #231-236                                                 |
| Spawn - La Saga infernale    | 07 | Le Retour de Cog            | Spawn #237-242                                                 |
| Spawn - La Saga infernale    | 08 | Crépuscule                  | Spawn #243-250                                                 |
| Spawn - Renaissance          | 01 | Renaissance                 | Spawn Resurrection et Spawn #251-255                           |
| Spawn - Renaissance          | 02 | Renaissance                 | Spawn #256-262                                                 |
| Spawn - Renaissance          | 03 | Renaissance                 | Spawn #263-266 et Savage Dragon #216-217                       |
| Spawn - Renaissance          | 04 | Renaissance                 | Spawn #267-275                                                 |
| Spawn - Renaissance          | 05 | Renaissance                 | Spawn #276-282                                                 |
| Spawn - Renaissance          | 06 | Renaissance                 | Spawn #283-288                                                 |
| Spawn - Renaissance          | 07 | Renaissance                 | Spawn #289-294                                                 |
| Spawn - Renaissance          | 08 | Renaissance                 | Spawn #295-300                                                 |
| Spawn - Renaissance          | 09 | Renaissance                 | Spawn #301-306                                                 |
| Spawn - Renaissance          | 10 | Renaissance                 | Spawn #307-312                                                 |
| Spawn - Renaissance          | 11 | Renaissance                 | Spawn #313-318                                                 |
| Spawn - Renaissance          | 12 | Renaissance                 | Spawn #319-324                                                 |
| Spawn - Renaissance          | 13 | Renaissance                 | Spawn #325-330                                                 |
| Spawn - Renaissance          | 14 | Renaissance                 | Spawn #331-336                                                 |
| Spawn - Renaissance          | 15 | Renaissance                 | Spawn #337-342                                                 |

## Réception
Le site bdtheque confère à la série Spawn une note moyenne de 3,86 sur une échelle de 5 et le site bedetheque une note moyenne de 3,63 sur 5.

## Apparitions dans d'autres médias
- L'album-concept The Dark Saga (1996) du groupe de heavy metal américain Iced Earth est adapté de la série, et sa pochette est illustrée par Greg Capullo.
- De mai 1997 à mai 1999, Spawn est le héros de la série animée Todd McFarlane's Spawn[59];
- En août 1997, sort le film Spawn, une adaptation cinématographique du comic réalisée par Mark Dippé[60].
- En juillet 2002, sort le jeu vidéo SoulCalibur II. Spawn y est un personnage jouable dans la version pour la console de jeux vidéo Xbox[61].
- Un nouveau film est prévu comme l'a annoncé Todd McFarlane avec Jamie Foxx dans le rôle de Spawn.
- Spawn[62] est un personnage jouable dans le jeu Mortal Kombat 11 en tant que DLC.
- Spawn est un personnage jouable dans le jeu Call of duty:Warzone en tant qu'apparence d'opérateur.

## Controverse juridique
En 2010, la juge Barbara Crab a donné raison à Neil Gaiman, l'auteur de Coraline et Stardust, dans l'affaire l'opposant à Todd McFarlane, créateur de la série Spawn. Dans son jugement rendu public le 3 août 2010, elle reconnaît que le démon Dark Ages Spawn et les deux anges féminins, Domina et Tiffany, sont déclinés à partir de personnages Medieval Spawn et Angela co-créés par Neil Gaiman et Todd McFarlane. Le juge indique qu'« ils sont assez similaires pour être considérés comme des contrefaçons puisqu'ils ont été produits et vendus par un autre que celui qui en détenait les droits. »